# Torno a casa de la meva mare
Torno a casa de la meva mare (originalment en francès, Retour chez ma mère) és una comèdia francesa escrita per Héctor Cabello Reyes i Eric Lavaine, dirigida per Éric Lavaine, i estrenada l'any 2016. S'ha doblat al català.

## Argument
Amb 40 anys, Stéphanie està obligada a tornar a viure a casa de la seva mare. És acollida amb els braços oberts: les alegries del pis al la calefacció molt forta, les partides de Scrabble endimoniades i preciosos consells maternals sobre la manera de comportar-se a taula i de portar la seva vida. Cadascuna ha de fer prova d'una infinita paciència per donar suport a aquesta nova vida plegades. I quan la resta de la família desembarca per un sopar, ajustos de comptes i secrets de família van desencadenant-se.

## Repartiment
- Josiane Balasko: Jacqueline Mazerin, mare de Stéphanie, Carole i de Nicolas, àvia de Léo.
- Alexandra Lamy: Stéphanie Mazerin, filla de Jacqueline, germana de Carole i Nicolas, ex de Philippe, mare de Léo.
- Mathilde Seigner: Carole Mazerin, filla de Jacqueline, germana de Stéphanie i Nicolas, tia de Léo.
- Philippe Lefebvre: Nicolas Mazerin, fill de Jacqueline, germà de Stéphanie i Carole, oncle de Léo.
- Jérôme Commandeur: Alain, marit de Carole.
- Cécile Rebboah: Charlotte, millor amiga de Stéphanie.
- Didier Flamenc: Jean, amant secret de Jacqueline, qui viu al 4t pis.
- Patrick Bosso: l'agent de l'oficina de col·locació.
- Galaad Schnerb: Léo, fill de Stéphanie i Philippe, net de Jacqueline, nebot de Carole i Nicolas.
- Marc Fayet: Phillipe, ex de Stéphanie, pare de Léo.
- Sophie Garagnon: Empleat SNCF.

## Critica
- "Comèdia (...) de gràcia lleu i esporàdics moments de talent en la rèplica col·loquial. (...) Lavant, també coguionista, abusa d'aquest efecte redemptor de guionista astut (...) en el traçat dels personatges dona de ple en la diana"[3]
- "Posseeix una premissa d'indubtables possibilitats tant per a la comèdia com per al drama (...) que desafortunadament, malgrat alguns diàlegs puntualment eficaços, no arriben a materialitzar-se. (...) Puntuació: ★★ (sobre 5)"[4]
- "Tot a Torno a casa de la meva mare és amabilitat, lleugeresa i producte pensat per agradar a tothom, no molestar a ningú. (...) Puntuació: ★★★ (sobre 5)"[5]

## Taquilla
El pressupost total del film ha estat estimat en aproximadament 8,59 milions d'euros. El film ha quedat tres setmanes al capdavant del box-office francès amb 1.381.387 entrades durant aquest període.